# Scheletro morfologico

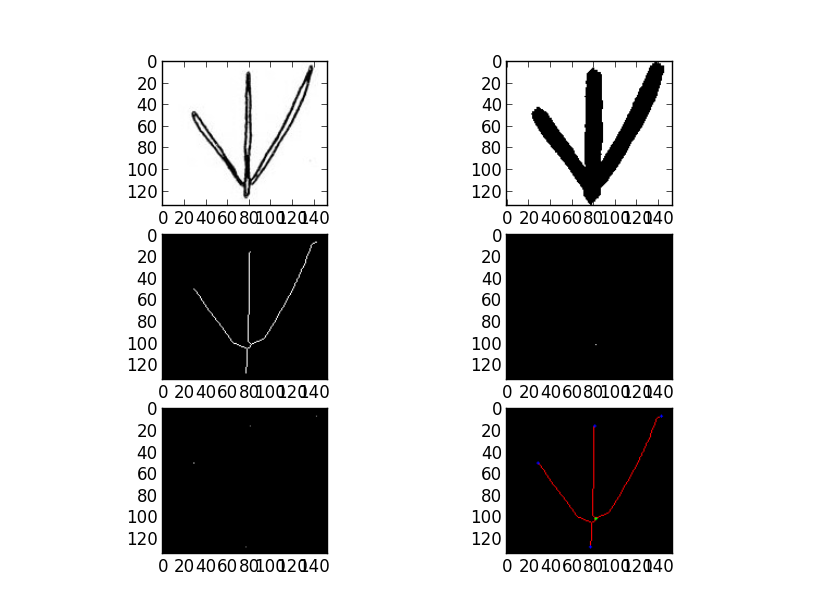
Binarizzazione, uso della funzione dilate e riempito della figura, scheletrizzazione con Trasformazione hit-or-miss e rilevamento punti di giunzione ed estremi dell'immagine

Uno scheletro morfologico o semplicemente scheletro o in inglese: skeleton in morfologia matematica e nell'elaborazione digitale delle immagini, è la rappresentazione scheletrica di una forma o di una immagine binaria, ricavata con gli operatori morfologici.
Gli scheletri morfologici sono di due tipi:
- quelli che sono definiti da aperture morfologiche, e con le quali si può anche ricostruire la forma originaria;
- quelli calcolata con la trasformazione hit-or-miss che preserva la topologia della forma.